# The Bubble – Eine Liebe in Tel Aviv
The Bubble – Eine Liebe in Tel Aviv (hebräisch הבועה Ha-Buah) ist ein israelischer Film unter der Regie von Eytan Fox. Er handelt von der homosexuellen Beziehung des Israeli Noam mit dem Palästinenser Ashraf und geht dabei auch thematisch auf den israelisch-palästinensischen Konflikt ein. Der Film zeigt außerdem Parallelen zu Shakespeares Romeo und Julia sowie zu dem Theaterstück Bent von Martin Sherman, aus dem ein Ausschnitt zu sehen ist. Der Film wurde am 29. Juni 2006 veröffentlicht.
Der Titel „The Bubble“, also Die Blase, bezieht sich auf eine populäre Bezeichnung für das leichte Leben im mondänen Tel Aviv im Sinne einer „Vergnügungsblase“. Damit zielt der Titel auch auf die im Film gezeigte Unbekümmertheit der Charaktere ab, die mit der Realität eines von ethnischen Konflikten, Kriegen und Terrorismus gezeichneten Landes kontrastiert wird. Regisseur Fox arbeitete in den Film autobiographische Elemente wie die geschilderten Kindheitserlebnisse in Jerusalem mit ein.

## Handlung
An einem israelisch-palästinensischen Grenzübergang werden die Insassen eines palästinensischen Busses, darunter auch die Familie Ashrafs, kontrolliert. Als die Fruchtblase einer schwangeren Frau platzt, kann Grenzsoldat Noam notdürftig Erste Hilfe leisten. Der herbeigerufene Notarzt kann nur noch eine Totgeburt feststellen; es kommt zu einem Aufruhr, der vom Offizier unterdrückt wird. Bald darauf wird Noam aus dem Wehrdienst entlassen und kommt daheim in Tel Aviv an, wo er wieder in einem Plattenladen zu arbeiten beginnt. Er bildet mit Yali, Besitzer eines kleinen Restaurants, und Lulu, Angestellte in einem Kosmetikgeschäft, eine Wohngemeinschaft. Ashraf besucht die drei in ihrer Wohnung, und Noam geht mit ihm auf einen Balkon, wo beide sich sexuell näherkommen. Indes verbringt Lulu mit dem Chef-Redakteur Sharon eine Liebesnacht, und Yali trifft sich zu einem Date mit Golan. Am nächsten Morgen sprechen Ashraf und Noam über das Erlebnis an der Wegsperre. Ein wenig später telefoniert Ashraf mit seiner Schwester, der er vorgibt, in Jerusalem bei einer Freundin zu wohnen, und redet mit ihr über ihre Pläne, den extremen Hamas-Führer Jihad zu heiraten. Das Trio verhilft Ashraf schließlich zum Aufbau einer neuen Identität: Er wird mit Kleidung ausgestattet, heißt nun Shimi und wird von Yali als Kellner angestellt. Bei einem Abendessen erzählt Ashraf davon, in Jerusalem aufgewachsen zu sein, weshalb er akzentfreies Hebräisch spricht.
Alle vier sind Teil eines Teams, das einen Rave gegen die Besetzung plant. Nach einem Organisationstreffen gehen die WG-Bewohner zusammen in eine Bar. Dort kommt später auch Golan vorbei, der von seiner Vergangenheit als Soldat erzählt. Als Lulu Sharon dabei beobachtet, wie er mit einer anderen Frau Zärtlichkeiten austauscht, verlässt sie die Bar. Noch in derselben Nacht haben Yali und Golan in der WG lautstarken Sex miteinander. Am nächsten Morgen verteilen die vier Bewohner Handzettel für den Rave in der Tel Aviver Innenstadt. Dabei kommt es zu einem Handgemenge mit einigen Passanten. Daraufhin sucht Lulu Sharon in seinem Büro auf, wo sie ihrem Ärger über seine Untreue Luft macht. Am Abend besuchen Ashraf und Noam eine Vorstellung von „Bent“, bei dem Lior Ashkenazi und Yossi Marshek die beiden Hauptrollen übernehmen und dabei ein Paar von KZ-Häftlingen spielen, die ohne jede Berührung Sex miteinander haben. Hinterher bemerkt Ashraf, dass er den Strich über die Augenbrauen als Zeichen der gegenseitigen Liebe als schön empfand. Beide reden anschließend über ihre Jugend in Jerusalem, und Ashraf erzählt vom widerwilligen Umzug nach Nablus. Später führt Yali noch ein Gespräch mit Noam über Ashraf, in dem er ihm gegenüber zugibt, ein komisches Gefühl bei deren Beziehung zu haben. Am nächsten Morgen taucht Sharon in Yalis Restaurant auf, wo er Ashkenazi um Nacktfotos für sein Magazin bittet. Er enthüllt schließlich Ashraf als Palästinenser, indem er ihn um einen Bericht mit seiner Sicht auf Tel Aviv bittet. Der wiederum begibt sich auf die Flucht und kommt dabei am Plattengeschäft Noams vorbei. Mit einem Strich über die Augen verlässt er den Schauplatz.
Noam gibt sich von nun an lethargisch. Im Fernsehen erfahren die WG-Bewohner von Anschlägen in Nablus, woraufhin Lulu beschließt, mit Noam als Journalistin nach Nablus zu reisen. Sie besorgt sich bei Sharon Presseausweise und einen Wagen. Am Grenzübergang beobachten sie, wie Ashrafs Schwester kontrolliert wird und ihr gesamtes Hochzeitsgepäck vorzeigen muss. Sie erreichen Nablus und geben Ashrafs Familie vor, eine Reportage für das französische Fernsehen drehen zu wollen. Noam und Ashraf erhalten die Gelegenheit, sich in einer Kammer zu küssen, werden dabei aber von Jihad beobachtet. Ashraf fleht ihn an, niemandem etwas davon zu erzählen, der dies auch nicht tun will, solange Ashraf Jihads Cousine Samira heiratet. Nachdem die Braut endlich angekommen ist, verlassen Lulu und Noam die Stadt wieder in Richtung Tel Aviv. Lulu kann Ashraf aber während eines Telefonats davon überzeugen, zum Rave zu kommen. Noams Stimmung hebt sich deutlich, als Ashraf tatsächlich bei der Party erscheint. Beide verbringen eine schöne Nacht miteinander, und auch Yali und Golan sowie Lulu und Shaul können sich weiter annähern. In einem gemeinsamen Gespräch erzählt Noam erneut von einem Erlebnis aus seiner Jugend. Am Tag danach singt er Ashraf außerdem das Lieblingslied seiner Mutter vor. Anschließend haben beide miteinander intensiven Sex. Wieder am nächsten Morgen gibt Shaul bei Lulu ein Liebesgeständnis ab und beide küssen sich leidenschaftlich.
Ashraf hat inzwischen wieder die Heimreise angetreten. Er trifft seine Schwester, redet mit ihr und gesteht ihr seine Liebe zu Noam. Rana hingegen reagiert entsetzt und fassungslos. Bald darauf findet die Hochzeit statt. Während die Feierlichkeiten laufen, spricht Ashraf auf Jihads Aufforderung hin mit Samira. Die beiden verstehen sich nicht schlecht, ein konkretes Ergebnis liefert das Gespräch aber nicht. Als Ashraf mit seiner Schwester tanzt, bricht diese neben ihrem Bruder beinahe in Tränen aus. Noch am Abend sprengt sich auf Jihads Geheiß hin ein Selbstmordattentäter in dem Tel Aviver Café in die Luft, in dem sich Yali mit Golan zu einem Date verabredet hat. Noam und Lulu eilen ins Krankenhaus, in das Yali eingeliefert wurde, er ist aber nur leicht verletzt. Dort kommt bald auch Golan vorbei, der mit einem Kuss Yalis Angehörige verunsichert. Später bekundet Noam Yali gegenüber ihre tiefe Seelenfreundschaft. Am Morgen nach der Hochzeitsnacht wird Rana versehentlich von israelischen Streitkräften erschossen, die nach Verantwortlichen für das gestrige Attentat suchen; sie stirbt in den Armen ihres weinenden Bruders. Von diesem Unglück erfahren die WG-Bewohner über das Fernsehen.
Bei einer Runde von Beileidsbekundungen für seine Familie tröstet Jihad Ranas Vater mit den Worten, Rana sei als eine Märtyrerin gestorben. Vollkommen verzweifelt hält Ashraf später das Brautkleid seiner verstorbenen Schwester in seinen Händen und weint. Jihad kommt zu ihm, hält ihm den Rest eines Plakats für die Rave-Party vor und verspricht, nichts sagen zu wollen. Nochmals fordert er Ashraf auf, Samira zu heiraten und eine kinderreiche Ehe zu führen, dann bricht er auf, um ein Bekennervideo für seinen Rache-Selbstmordanschlag zu drehen. Ashrafs Situation erscheint nun vollkommen ausweglos. Er sucht Jihad auf, unterbricht den Dreh und möchte den Anschlag nun an seiner Stelle ausführen. Später sieht man Ashraf durch die Straßen Tel Avivs gehen. Noam befindet sich gerade in Yalis Restaurant, um das Essen für seine anderen Mitbewohner zu bestellen. Ashraf bleibt vor dem Restaurant stehen, sieht Noam, aktiviert aber dennoch seinen Sprengstoffgürtel, dann entfernt er sich wieder vom Restaurant. Noam rennt auf ihn zu, kann ihn noch erreichen. Ashraf dreht sich um und zündet – nicht wissend, dass Noam direkt hinter ihm steht – de Bombe. Die Welt um beide erstrahlt hell und sie küssen sich. Im Moment des Todes finden sie zueinander. Im Krankenhaus schreckt Yali mit einem komischen Gefühl hoch. Während man Noam aus dem Off sprechen hört, wie er über ihre im Prinzip aussichts- und chancenlos gewesene Liebe redet und die Nahostkriege verurteilt, sieht man, wie beide damals als Kinder zusammen auf einem Jerusalemer Spielplatz gespielt haben.

## Auszeichnungen
Der Film konnte diverse Auszeichnungen erlangen. Darunter zählen bei den Internationalen Filmfestspielen Berlin 2007 der Preis der C.I.C.A.E. sowie der Leserpreis der Siegessäule. Ebenfalls gewann The Bubble diverse Publikums- und Jurypreise bei Filmfestivals in Bremen, Los Angeles, Miami, Philadelphia, Toronto und Turin.

## Kritik
Der Film wurde mehrheitlich positiv aufgenommen, dabei wurde oft auf die gute Verarbeitung des komplizierten Stoffes hingewiesen. Vor allem die Darstellung der Diskrepanz zwischen hedonistischer Realitätsflucht und bitterem Kriegsalltag wurde gelobt.

„The Bubble erzählt von der komplexen Verschränkung politischer und kultureller Konflikte, beschreibt lustvoll und unterhaltsam die Tel Aviver Szene und macht dabei reichlich Gebrauch von eindeutigen Signalen eines internationalistischen Bewusstseins. Der Film hat brillante, tempo- und anspielungsreiche Dialoge und einen Soundtrack, der mit Bright Eyes, Bebel Gilberto oder Keren Ann alles hat, was gut und angesagt ist.“

„Im Niemandsland zwischen poppigem Hedonismus, manchmal etwas naiv anmutendem Polit-Aktivismus und fundierter Gesellschaftskritik zeichnet Eytan Fox (Walk on Water) in seinem neuen Film The Bubble / Ha-Buah das Bild einer oberflächlich betrachtet unbeschwerten Generation junger Israelis, die sich letzten Endes den Realitäten des Nahost-Konfliktes nicht entziehen können. Unterscheidet sich ihr Leben anfangs von dem ihrer Altersgenossen irgendwo in der westlichen Welt nur marginal, dringen die große Politik, die Bomben und der alltägliche Terror in der zweiten Hälfte des Films unaufhörlich in die Luftblase des sorgenfreien Lebens ein und funktioniert die jungen Leute zu Akteuren in einem Spiel um, das mit ihnen oder ohne sie auf die gleiche verhängnisvolle Weise verläuft. Das mag zwar eine durchaus realistische Sicht der Dinge sein, doch gerade die Wendung der Geschichte am Ende macht wenig Hoffnung, dass das sinnlose Morden, die Spirale aus Gewalt und Gegengewalt jemals zu durchbrechen sein wird.“

## Trivia
Der Film besaß ursprünglich den Arbeitstitel „Romeo und Julio“. Fox plante nach eigenen Angaben zunächst eine szenengleiche Adaption des Dramas von Shakespeare, entschied sich dann aber dagegen. Dennoch übernahm er viele Elemente des Schauspiels.